# 北沢峠
北沢峠（きたざわとうげ）は、山梨県南アルプス市と長野県伊那市との境界にある峠である。標高は2,032 m。赤石山脈（南アルプス）の峠の一つであり、南アルプス北部に位置する甲斐駒ヶ岳、仙丈ヶ岳などへの登山拠点となっている。

## 登山口
峠から北東方面にある甲斐駒ヶ岳、南西方面にある仙丈ヶ岳、南東方面にあるアサヨ峰への登山口となっているほか、甲斐駒ヶ岳経由で鋸岳、アサヨ峰経由で鳳凰山方面、仙丈ヶ岳経由で伊那荒倉岳・三峰岳方面（南アルプス主稜線）へ向かうこともできる。
峠には登山者用トイレがあり、登山届を提出するポストも設置されている。

### 周辺にある山小屋
- こもれび山荘（旧：長衛荘）
- 長衛小屋（旧：北沢駒仙小屋）
- 大平山荘

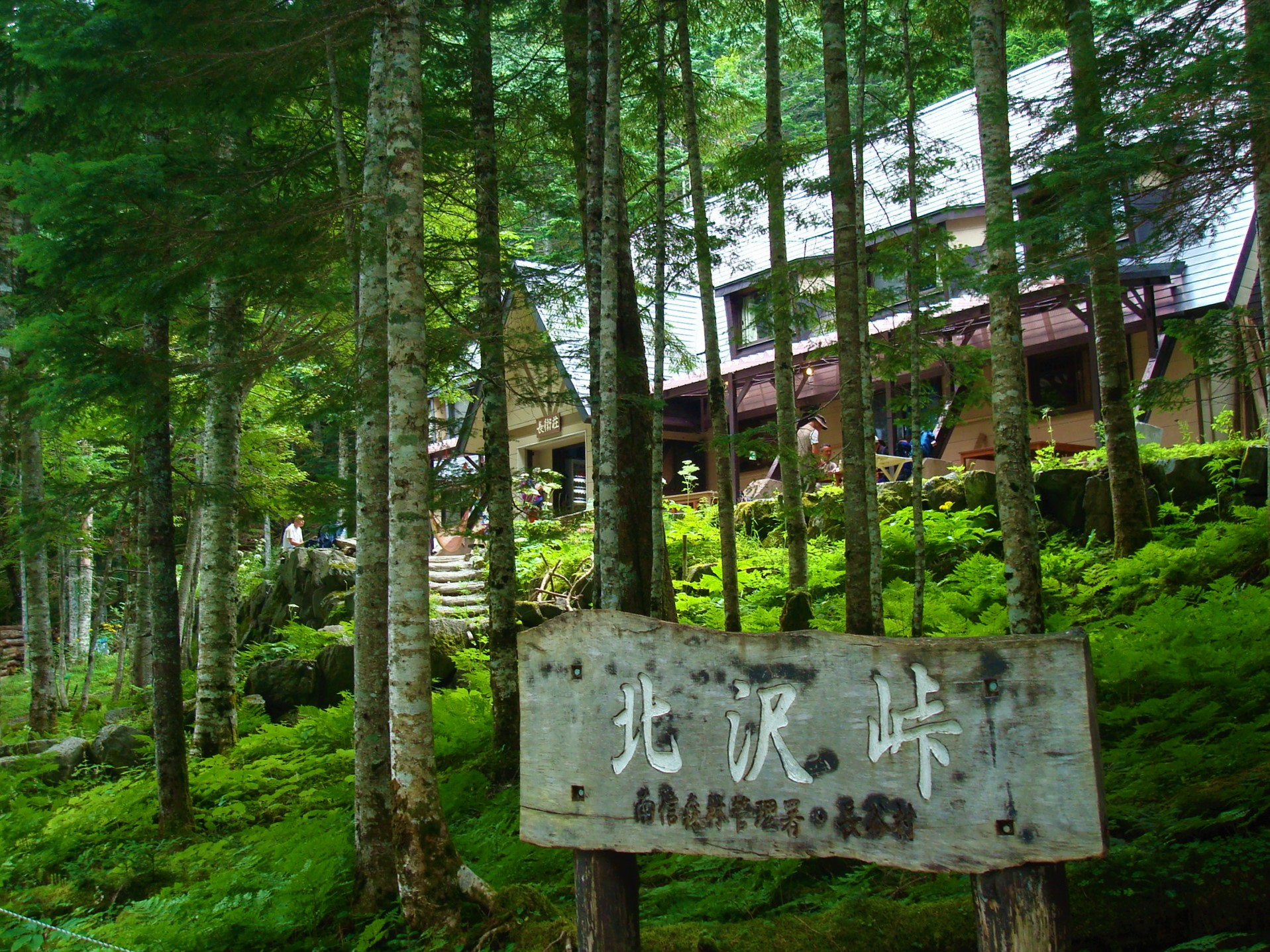
こもれび山荘
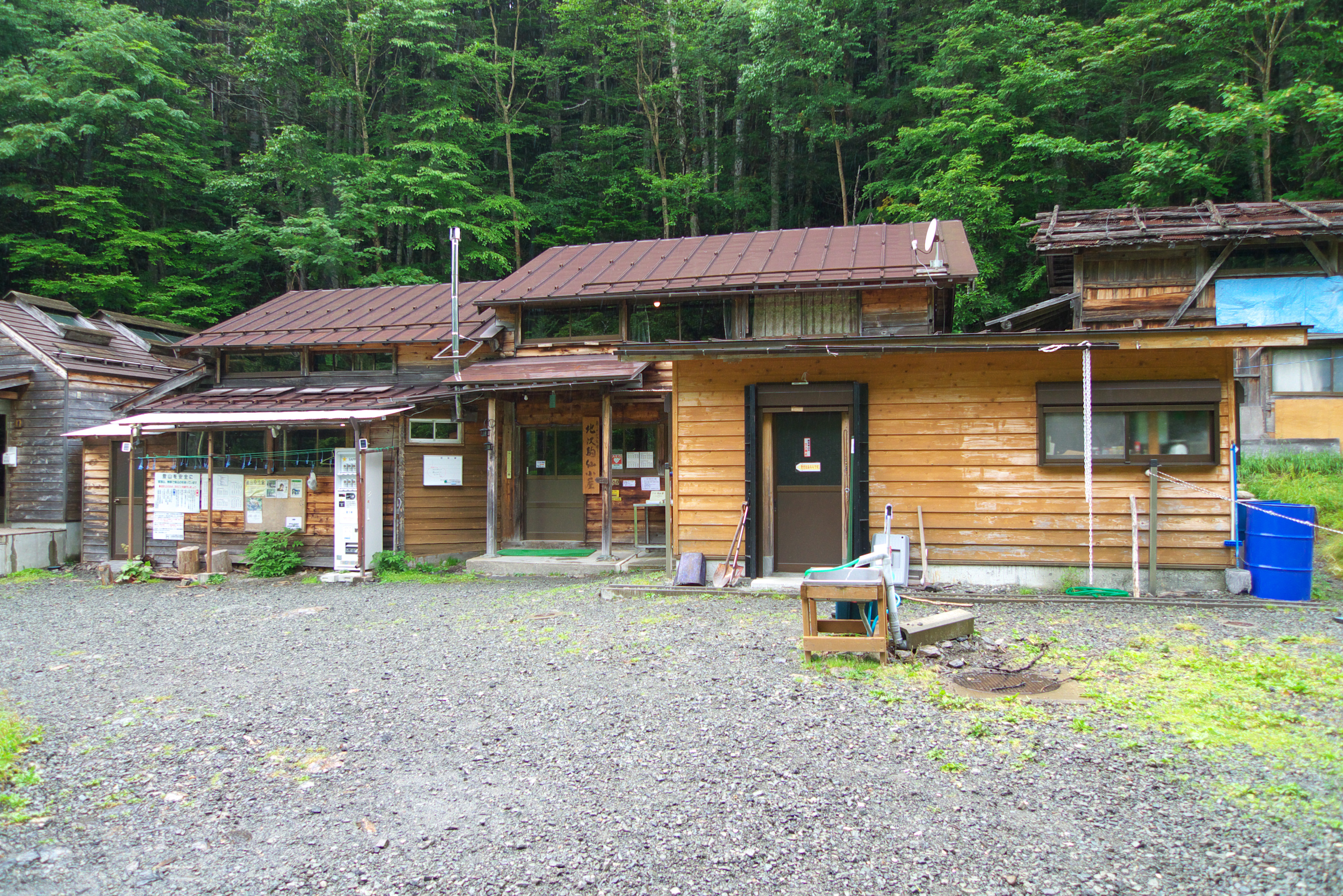
長衛小屋（北沢駒仙小屋時代）

## 交通
峠まで山梨県側・長野県側より山梨県営南アルプス林道・伊那市営林道南アルプス線がそれぞれ通じているが、マイカー規制により一般車両（自転車も含む）の通行が通年禁止されている。自家用車利用の場合は、規制区間外の場所に駐車して、路線バスかタクシーに乗り換える（パークアンドライド）必要がある。峠に山梨県側・長野県側それぞれの方面へのバス停がある。峠へのバス（南アルプス林道バス）は季節運行である。
公共交通機関利用の場合は、最寄りの鉄道駅から峠まで直通する交通手段はないので、路線バスを乗り継いで峠まで行くことになる。

### 山梨県側からのルート

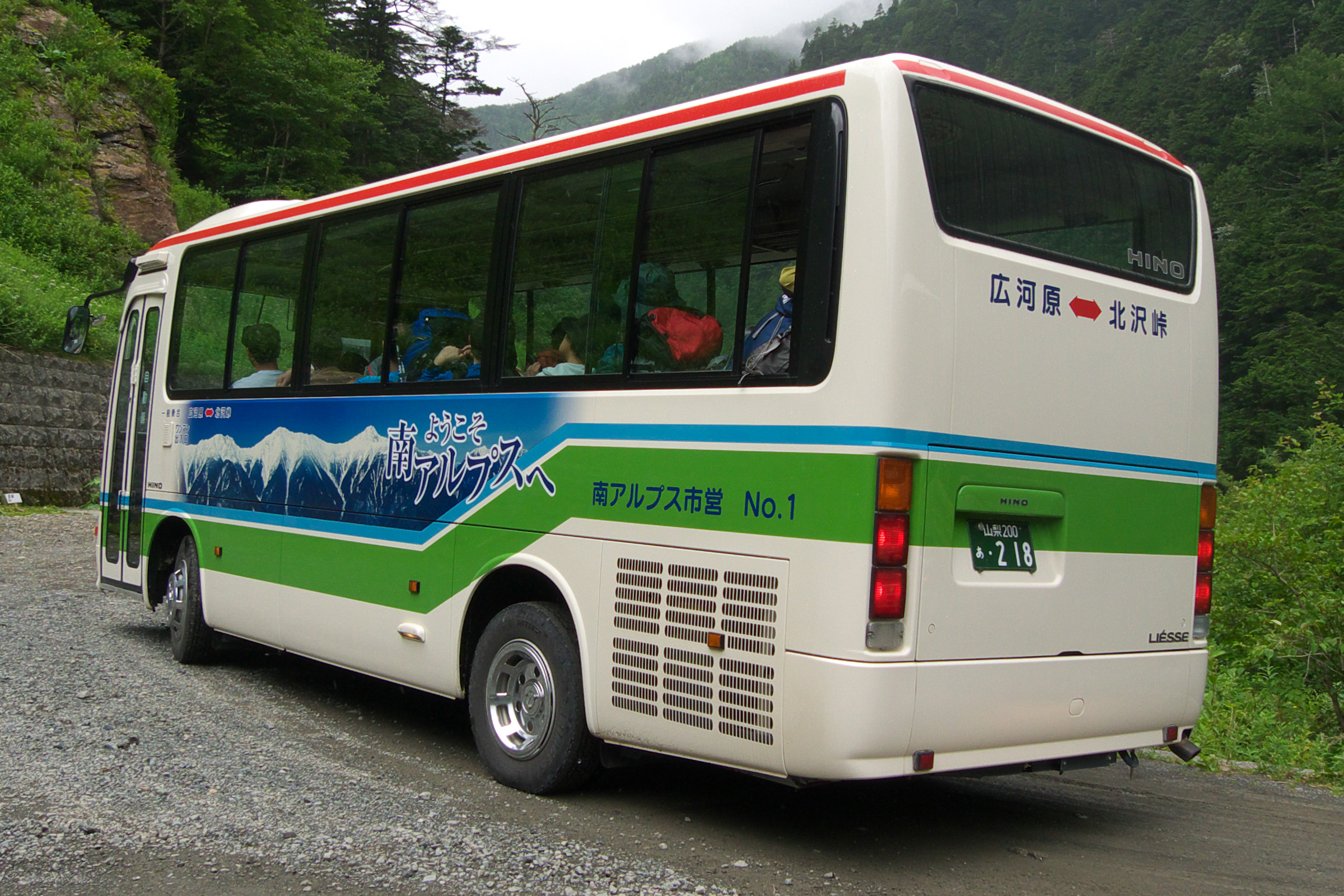
南アルプス市営バス（2011年）

広河原から南アルプス市営バスにて25分、「北沢峠」下車。
広河原までのアクセス
- 新宿駅より高速バス（南アルプス登山者用直行バス、山梨交通）
- 秋葉原駅・竹橋駅よりツアーバス「毎日あるぺん号」（毎日新聞旅行）芦安・白州甲斐駒方面便にて南アルプス市営芦安駐車場下車、そこから下記の路線バスで58分。
- 甲府駅から路線バス「広河原」行（山梨交通、1時間53分、芦安・夜叉神峠経由）または乗合タクシー
- 自家用車の場合、南アルプス市営芦安駐車場（650台）から上記路線バスまたは乗合タクシー、あるいは早川町の奈良田駐車場（100台）より路線バス「広河原」行（山梨交通）またはタクシー

### 長野県側からのルート

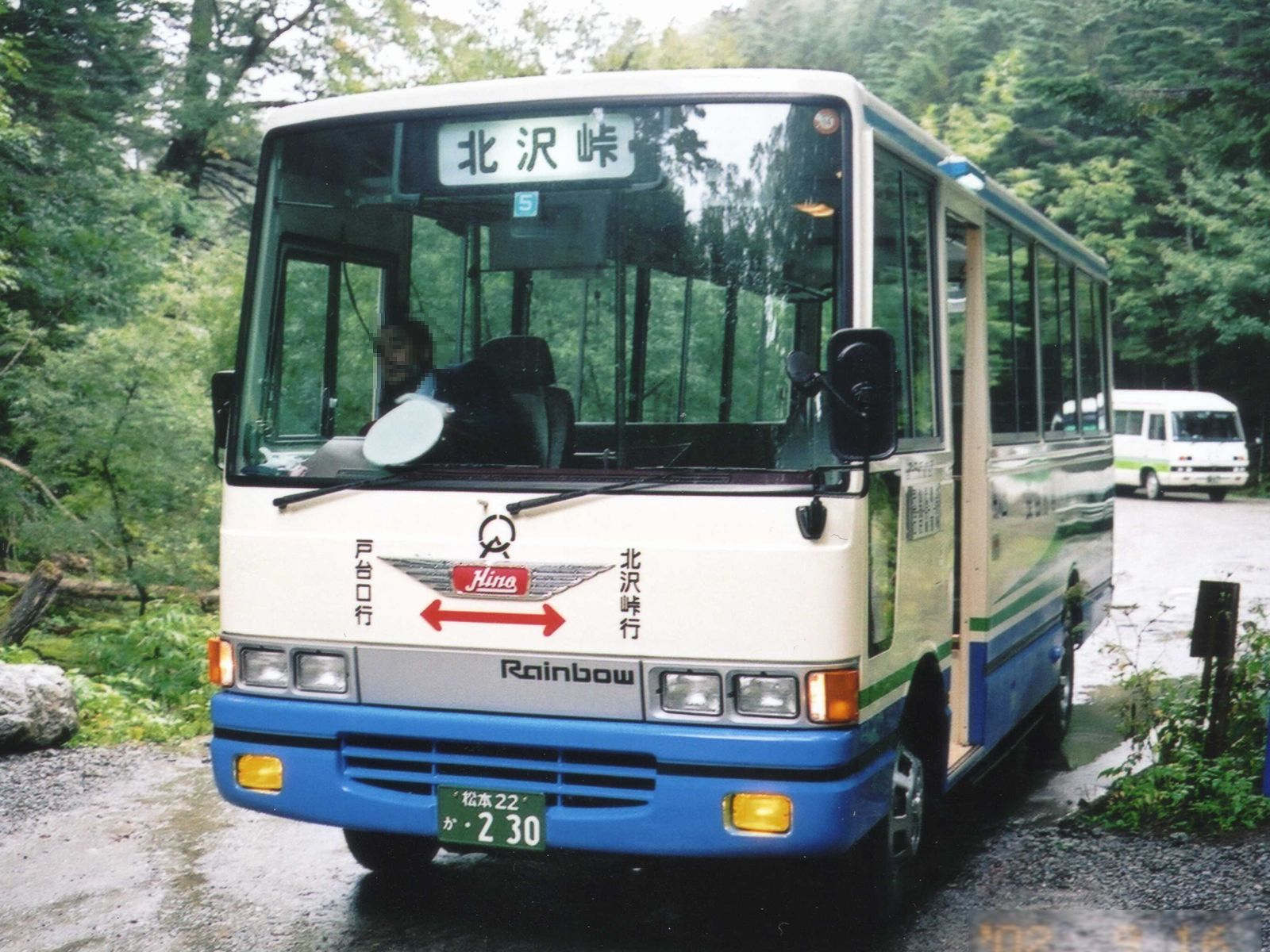
伊那市営南アルプス林道バス（2002年）

伊那市長谷黒河内にある宿泊施設「仙流荘」から伊那市営バス（南アルプス林道バス）にて55分、「北沢峠」下車。
仙流荘までのアクセス
- 茅野駅からジェイアールバス関東南アルプスジオライナー（運行日限定）で林道バス営業所（仙流荘）まで乗車、1時間30分。
- 伊那市駅からジェイアールバス関東高遠線で高遠駅まで乗車、そこから伊那市営長谷循環バスに乗換えて仙流荘まで乗車、30分[5]。
- 自家用車の場合、仙流荘の登山客用駐車場に駐車

伊那市営の南アルプス林道バスの営業所は仙流荘にあるが、かつては高遠方面からのバスが仙流荘に乗り入れていなかったため、仙流荘手前の戸台口が始終点となっている。
「南アルプス号」はかつては新宿駅新南口から仙流荘まで直通の高速バスとして運行されており、2009年7月31日で廃止となったが、2013年9月14日からは茅野駅と仙流荘を結ぶ路線バスとして、運行日限定で復活した。

## マイカー規制
以下は2007年に行われたものである。道路状況により変更される可能性がある。
- 山梨県側：芦安（夜叉神峠登山口）・奈良田 - 広河原 - 北沢峠

芦安は夜叉神峠登山口に駐車場があるが、満車になると閉鎖される。その場合、夜叉神峠の手前にある市営芦安駐車場からバスまたはタクシーで向かうことになる。
奈良田は奈良田バス停にマイカー用の駐車場がある。
- 長野県側：戸台大橋 - 北沢峠

戸台大橋付近には駐車場はないため、手前の仙流荘にあるバス利用者専用の駐車場を利用する。